# Tênis nos Jogos Pan-Americanos de 2023 - Duplas mistas
O torneio de duplas mistas do tênis nos Jogos Pan-Americanos de 2023 foi disputado entre 24 e 28 de outubro de 2023 no Centro Esportivo de Tênis, em Ñuñoa. Um total de 26 tenistas de 13 Comitês Olímpicos Nacionais (CON) participaram do evento.

## Calendário
Horário local (UTC−3).
| Data          | Hora  | Fase                |
| ------------- | ----- | ------------------- |
| 25 de outubro | 11:00 | Oitavas de final    |
| 26 de outubro | 13:30 | Quartas de final    |
| 27 de outubro | 18:00 | Semifinais          |
| 28 de outubro | 18:30 | Disputa pelo bronze |
| 28 de outubro | 20:00 | Final               |

## Medalhistas
| Ouro   | COL Yuliana Lizarazo e Nicolás Barrientos         |
| Prata  | BRA Luisa Stefani e Marcelo Demoliner             |
| Bronze | ARG Martina Capurro Taborda e Facundo Díaz Acosta |

## Cabeças de chave
As três primeiras duplas cabeças de chave avançaram diretamente às quartas de final.
1. BRA Luisa Stefani / Marcelo Demoliner (final, medalha de prata)
2. COL Yuliana Lizarazo / Nicolás Barrientos (campeões, medalha de ouro)
3. BOL Noelia Zeballos / Federico Zeballos (quartas)
4. PER Romina Ccuno / Conner Huertas del Pino (semifinal)

## Resultados
A competição foi realizada ao longo de quatro dias até a definição dos medalhistas:

### Legenda
| - Q = Qualifier - WC = Wild Card (convidado/a) - LL = Lucky Loser | - Alt = Alternate - SE = Special Exempt - PR = Protected Ranking (ranking protegido) | - w/o ou w.o. = Walkover (não compareceu) - r ou ab. = Retired (abandonou) - d = Defaulted (desclassificado) |

| Oitavas de final | Oitavas de final                   | Oitavas de final | Oitavas de final | Oitavas de final |  |   | Quartas de final                   | Quartas de final              | Quartas de final | Quartas de final | Quartas de final |  |  | Semifinal | Semifinal                          | Semifinal | Semifinal | Semifinal |  |                     | Final                           | Final                              | Final               | Final               | Final |
|                  |                                    |                  |                  |                  |  |   |                                    |                               |                  |                  |                  |  |  |           |                                    |           |           |           |  |                     |                                 |                                    |                     |                     |       |
| 1                | BRA L Stefani BRA M Demoliner      |                  |                  |                  |  |   |                                    |                               |                  |                  |                  |  |  |           |                                    |           |           |           |  |                     |                                 |                                    |                     |                     |       |
|                  | Bye                                |                  |                  |                  |  |   | 1                                  | BRA L Stefani BRA M Demoliner | 6                | 3                | [10]             |  |  |           |                                    |           |           |           |  |                     |                                 |                                    |                     |                     |       |
|                  | CAN R Marino CAN J Boulais         | 6                | 6                |                  |  |   | CAN R Marino CAN J Boulais         | 4                             | 6                | [7]              |                  |  |  |           |                                    |           |           |           |  |                     |                                 |                                    |                     |                     |       |
|                  | HON N Espinal HON A Obando         | 4                | 2                |                  |  |   |                                    |                               |                  |                  |                  |  |  | 1         | BRA L Stefani BRA M Demoliner      | 6         | 6         |           |  |                     |                                 |                                    |                     |                     |       |
| 3                | BOL N Zeballos BOL F Zeballos      |                  |                  |                  |  |   |                                    |                               |                  |                  |                  |  |  |           | ARG M Capurro ARG F Díaz Acosta    | 2         | 4         |           |  |                     |                                 |                                    |                     |                     |       |
|                  | Bye                                |                  |                  |                  |  |   | 3                                  | BOL N Zeballos BOL F Zeballos | 62               | 4                |                  |  |  |           |                                    |           |           |           |  |                     |                                 |                                    |                     |                     |       |
|                  | ARG M Capurro ARG F Díaz Acosta    | 6                | 611              | [11]             |  |   | ARG M Capurro ARG F Díaz Acosta    | 7                             | 6                |                  |                  |  |  |           |                                    |           |           |           |  |                     |                                 |                                    |                     |                     |       |
|                  | CHI A Guarachi CHI G Lama          | 3                | 713              | [9]              |  |   |                                    |                               |                  |                  |                  |  |  |           |                                    |           |           |           |  |                     | 1                               | BRA L Stefani BRA M Demoliner      | 3                   | 4                   |       |
|                  | USA J Loeb USA T Boyer             | 6                | 6                |                  |  |   |                                    |                               |                  |                  |                  |  |  |           |                                    |           |           |           |  |                     | 2                               | COL Y Lizarazo COL N Barrientos    | 6                   | 6                   |       |
|                  | VEN V Suárez VEN B Pérez           | 4                | 4                |                  |  |   |                                    | USA J Loeb USA T Boyer        | 4                | 6                | [6]              |  |  |           |                                    |           |           |           |  |                     |                                 |                                    |                     |                     |       |
|                  | DOM K Williford DOM P Bertrán      | 0                | 2                |                  |  | 4 | PER R Ccuno PER C Huertas del Pino | 6                             | 3                | [10]             |                  |  |  |           |                                    |           |           |           |  |                     |                                 |                                    |                     |                     |       |
| 4                | PER R Ccuno PER C Huertas del Pino | 6                | 6                |                  |  |   |                                    |                               |                  |                  |                  |  |  | 4         | PER R Ccuno PER C Huertas del Pino | 3         | 64        |           |  |                     |                                 |                                    |                     |                     |       |
|                  | BAH S Clarke BAH J Roberts         | 4                | 2                |                  |  |   |                                    |                               |                  |                  |                  |  |  | 2         | COL Y Lizarazo COL N Barrientos    | 6         | 7         |           |  |                     |                                 |                                    |                     |                     |       |
|                  | PAR L Brítez PAR M Vergara         | 6                | 6                |                  |  |   |                                    | PAR L Brítez PAR M Vergara    | 3                | 6                | [4]              |  |  |           |                                    |           |           |           |  | Disputa pelo bronze | Disputa pelo bronze             | Disputa pelo bronze                | Disputa pelo bronze | Disputa pelo bronze |       |
|                  | Bye                                |                  |                  |                  |  | 2 | COL Y Lizarazo COL N Barrientos    | 6                             | 4                | [10]             |                  |  |  |           |                                    |           |           |           |  |                     | ARG M Capurro ARG F Díaz Acosta | 6                                  | 6                   |                     |       |
| 2                | COL Y Lizarazo COL N Barrientos    |                  |                  |                  |  |   |                                    |                               |                  |                  |                  |  |  |           |                                    |           |           |           |  |                     | 4                               | PER R Ccuno PER C Huertas del Pino | 1                   | 4                   |       |